# Veleoka morska podgana
Veleoka morska podgana (znanstveno ime Hydrolagus mirabilis) je vrsta rib iz družine Chimaeridae, ki je razširjena po delih Atlantskega oceana.